# Catherine (игра)
Catherine (яп. キャサリン Кясарин, «Кэтрин») — видеоигра для PlayStation 3 и Xbox 360 в жанре action-adventure. Разработчик и издатель в Японии — фирма Atlus (это их первый проект для консолей седьмого поколения), В Европе игра была выпущена компанией Deep Silver. Аниме-вставки для игры созданы в Studio 4 °C. Игра вышла в Японии 17 февраля 2011 года. В Северной Америке игра была выпущена 26 июля того же года, а в Европе — 10 февраля 2012 года. На Windows в Steam вышла 10 января 2019 года под названием Catherine: Classic.
Расширенное переиздание под названием Catherine: Full Body было выпущено в Японии 14 февраля 2019 года для PlayStation 4 и Vita, а 3 сентября того же года во всём мире только для PlayStation 4. Также 7 июля 2020 года вышла версия Catherine: Full Body для Nintendo Switch.

## Геймплей

Винсент (снизу в центре), преследуемый гигантскими руками

Винсент, 32-летний сотрудник IT-отдела, встречается с Кэтрин (в английском варианте её имя начинается на K) (англ. Katherine) и переживает кризис отношений. Кэтрин ожидает от него предложения руки, Винсент сомневается в плюсах совместной жизни и боится ответственности. Внезапно он знакомится в баре с очаровательной блондинкой Кэтрин (в английском варианте её имя начинается на C) (англ. Catherine), а во сне начинает видеть кошмары, в которых его пытаются убить.
В игре имеется три вида геймплея: «Драма», «Заблудшая овца» и «Кошмар». В режиме «Драма» показана история Винсента и его метания сначала между холостяцкой жизнью и своей девушкой, а после и между двумя девушками (их обеих зовут Кэтрин), с которыми ему приходится поддерживать отношения. На уровне «Заблудшая овца» игрок заводит беседы с различными людьми в одноимённом баре. Уровень «Кошмар» является основным местом игры. В кошмарном мире сновидений, населённом другими людьми (с некоторыми из них Винсент ранее пересекался в баре) в виде овец, Винсент должен карабкаться по огромным ступеням и сбегать от различных ужасов, пытающихся убить его в собственном сне. Для этого он должен перетаскивать, толкать и поднимать блоки так быстро, насколько это возможно, попутно избегая различных ловушек, таких как шипастые, ледяные и хрупкие блоки, чёрные дыры, пилы и молнии. Дополнительные очки даются за сбор денежных гор, усилителей и дополнительных жизней в виде подушек, разбросанных по уровню. Винсент также может взаимодействовать с другими овцами на площадках между уровнями-«лестницами», на которых разворачивается вышеупомянутый игровой процесс.
На протяжении всей игры решения, принятые игроком во время цепочки этих событий, будут влиять на развитие личности Винсента и на поворот сюжета. Это может случиться по-разному: во время отправки SMS одной из девушек, или же от определённых действий на уровне Кошмара. У игры несколько концовок, завязанных на то, с какой из двух девушек остаётся Винсент (либо он может вообще остаться один: «плохие» концовки девушек, когда аспект девушки (свобода или порядок) не совпадает с личностью Винсента, либо концовки «Свободы», когда Винсент принимает решение не сходиться ни с Кэтрин МакБрайд (своей невестой), ни с другой Кэтрин) и как строятся их отношения дальше.

## Сюжет
По соседству с местом, где живёт Винсент, начали происходить загадочные инциденты, в которых люди умирали в собственных снах, а на их лицах отпечатывалась гримаса ужаса. Добавляло неясности и то, что все они были молодыми мужчинами. Эта история быстро получила огласку в СМИ и привлекла повышенное внимание общественности к всевозможным версиям причин смерти. После этого пошёл странный слух о том, что если человеку приснится падение и он тут же не проснётся, он уже никогда не сможет проснуться и умрёт.

## Озвучивание
| Персонаж                              | Английское озвучивание | Японское озвучивание |
| ------------------------------------- | ---------------------- | -------------------- |
| Винсент Брукс                         | Трой Бейкер            | Коити Ямадэра        |
| Кэтрин                                | Лора Бэйли             | Миюки Савасиро       |
| Кэтрин Макбрайд                       | Мишель Рафф            | Котоно Мицуиси       |
| Орландо Хаддик                        | Лиам О’Брайэн          | Хироаки Хирата       |
| Джонатан «Джонни» Арига               | Трэвис Уиллингем       | Такэхито Коясу       |
| Тобиас «Тоби» Нэббинс                 | Юрий Лоуентал          | Кисё Танияма         |
| Голос                                 | Юрий Лоуентал          | Дзюнко Минагава      |
| Эрика Андерсон                        | Эрин Фицджеральд       | Дзюнко Минагава      |
| Триша / Рю Исида                      | Эрин Фицджеральд       | Дзюнко Минагава      |
| Рин                                   | Брианна Никербокер     | Ая Хирано            |
| Томас «Босс / Мастер» Маттон (бармен) | Кирк Торнтон           | Норио Вакамото       |

## Саундтрек
Catherine Sound Disc был выпущен в Японии и в Северной Америке CD и арт-бук. Для саундтрека, композитор Сёдзи Мэгуро сделал ремиксы классической музыки, чтобы подчеркнуть аспект игры — ужасы.
| №   | Название                                                                            | Музыка                | Длительность |
| --- | ----------------------------------------------------------------------------------- | --------------------- | ------------ |
| 1.  | «Planets Suite „Mars“, „Jupiter“»                                                   | Густав Холст          | 2:33         |
| 2.  | «Symphony No. 5 in C Minor „Fate“ 3rd Movement»                                     | Людвиг ван Бетховен   | 2:22         |
| 3.  | «„Little“ Fugue in G Minor»                                                         | Иоганн Себастьян Бах  | 2:59         |
| 4.  | «Symphony No. 9 in E Minor „From the New World“ 1st Movement, 3rd Movement Scherzo» | Антонин Дворжак       | 3:10         |
| 5.  | «William Tell Overture Part 2 „The Storm“ and Part 3 „The Ranz des Vaches“»         | Джоаккино Россини     | 2:19         |
| 6.  | «Polovtsian Dances»                                                                 | Александр Бородин     | 4:37         |
| 7.  | «Pictures at an Exhibition „The Hut on Fowl’s Legs (Baba-Yaga)“»                    | Модест Мусоргский     | 2:28         |
| 8.  | «L’Arlésienne Second Suite „Farandole“»                                             | Жорж Бизе             | 2:02         |
| 9.  | «Revolutionary Etude»                                                               | Фредерик Шопен        | 2:47         |
| 10. | «Messiah „Hallelujah Chorus“»                                                       | Георг Фридрих Гендель | 1:45         |
| 11. | «Piano Sonata No. 2 „Funeral March“ 3rd Movement»                                   | Фредерик Шопен        | 2:31         |

## Разработка игры
Намёки на существование игры впервые стали появляться в игре для PSP Shin Megami Tensei: Persona 3 Portable. В этой игре в клубе Эскарад в определённые дни
появляется Винсент Брукс (там он единственный персонаж с портретом). В этой игре он так и не раскрывает своё имя; в диалоге его просто называют «одиноким пьющим человеком».
Игра упоминалась на стенде Konami на выставке Tokyo Game Show 2010.
Через 2 недели после анонса продюсер Кацура Хасино сказал, что Catherine находится в разработке довольно долгое время.
27 января 2011 года в Японии на PlayStation Network была выложена демоверсия игры, позднее она была удалена, но позже восстановлена.
17 февраля 2011 года игра поступила в продажу в Японии.
В марте 2011 года компания Atlus выпустила патч для PlayStation 3 «Super Easy mode» в ответ на жалобы игроков из-за очень трудного прохождения. Патч для версии Xbox 360 был выпущен 31 марта.
С 17 февраля по 31 марта 2011 года в ресторане Токио «Collabo Dining» можно было заказать еду и напитки на тему игры Catherine.
Компания Atlus сделала объявление 1 марта 2011 года, подтвердив, что игра появится в Северной Америке летом 2011 года. До официального анонса, на сайте GameStop по ошибке был доступен предварительный заказ игры, позднее стала известна дата релиза в Северной Америке: 26 июля 2011 года. Обложка этой версии была незначительно отредактирована.
В игре также полно отсылок на игры Persona. В баре Stray Sheep, можно увидеть плюшевых пса Коромару (маскот Persona 3), медведя Тэдди (маскот Persona 4), и кота Моргану (маскот Persona 5). Рядом со входом в бар висит постер с обложкой Persona 3. В музыкальном автомате бара можно услышать сауднтреки из последних трех игр серии Persona. В квартире Винсента мелькают книги с названием Persona. Если у Винсента будет одна из концовок с Рином, на одной из фотографий можно увидеть Моргану на заднем плане.
В Catherine: Full Body также можно приобрести загружаемый контент (в версии на Nintendo Switch загружаемый контент уже включен в игру), в который входит протагонист Persona 5 Джокер в качестве игрового персонажа. Если пройти башню Babel играя за Джокера, будет показана сцена со всеми Призрачными Похитителями Сердец.

## Оценки и мнения
| Сводный рейтинг        | Сводный рейтинг                                                 |
| Агрегатор              | Оценка                                                          |
| ---------------------- | --------------------------------------------------------------- |
| GameRankings           | - 83,00 % (X360) - 78,04 % (PS3) - 78,59 % (PS4) - 77,20 % (PC) |
| Game Ratio             | 84 % (X360) 83 % (PS3) 7,7/10 (PS3)                             |
| Metacritic             | 83/100 (X360) 80/100 (PS3)                                      |
| Иноязычные издания     |                                                                 |
| Издание                | Оценка                                                          |
| 1UP.com                | A                                                               |
| AllGame                | [ 31 ] [ 32 ]                                                   |
| Edge                   | 7/10                                                            |
| Eurogamer              | 9/10                                                            |
| Famitsu                | 35/40                                                           |
| G4                     | 4/5                                                             |
| Game Informer          | 7,00/10                                                         |
| GamePro                | [ 38 ]                                                          |
| GameRevolution         | A-                                                              |
| GameSpot               | 8,5/10                                                          |
| GamesRadar+            | 8/10 5/10                                                       |
| GameTrailers           | 7,8/10                                                          |
| GameZone               | 9/10                                                            |
| IGN                    | 9,0/10                                                          |
| OXM                    | 8,0/10                                                          |
| PlayStation 3 Magazine | 8/10                                                            |
| Русскоязычные издания  |                                                                 |
| Издание                | Оценка                                                          |
| «Страна игр»           | 9/10                                                            |
| Награды                |                                                                 |
| Издание                | Награда                                                         |
| IGN                    | Лучший сюжет, Лучшая история для PS3                            |
| 1UP.com, TeamXbox      | Большой сюрприз                                                 |
| 1UP.com                | Самая смелая игра                                               |
| 411mania, GameSpot     | Самая оригинальная игра                                         |
| GameSpot, GameZone     | Лучший новый персонаж (Винсет), Лучшее озвучивание              |
| GameSpot               | Лучший пазл                                                     |

Отзывы об игре были положительными. Журнал Famitsu поставил игре 35 баллов из 40 возможных, составив из трёх девяток и одной восьмёрки.
Критики из GamesRadar жаловались на трудность игры и случайно появляющийся искусственный интеллект, но хвалили историю игры. Однако игра была оценена в 5 баллов из 10. Японские игроки также жаловались на слишком высокую сложность в игре. Из-за жалоб компания-разработчик Atlus выпустила дополнительный контент, который уменьшает сложность игры. Он также будет присутствовать и за пределами Японии. PSM3 оценили японскую версию игры в 8 баллов, критикуя в основном онлайн-игры.
Игра заняла третье место в номинации «Головоломка года» (2011) журнала «Игромания».

## Продажи
В первую же неделю выхода игры было продано более 140 тысяч копий игры для PlayStation 3. Версия игры для Xbox 360 была продана всего 21 тысяча копий.
В Северной Америке в первый день было продано 78 тысяч копий.
По всему миру было продано свыше 500 тысяч копий.

## Версии и выпуски
2 мая 2011 года Atlus объявила, что игра Catherine в Северной Америке будет выпущена в специальном издании «Love is Over». В комплекте будут идти игра Catherine, нижнее бельё Винсента в горошек и футболка с четырьмя контейнерами с сердечками, наволочка с логотипом и картинками из игры, а также копия пиццы из ресторана игры «Заблудшая овца», которая служит внешней упаковкой. Оригинальная обложка игры будет включена в подарочное издание. Издатель Atlus сообщил, что специальное издание будет доступно только в «очень ограниченном количестве» и по предварительному заказу.
19 декабря 2017 года был сделан тизер расширенного переиздания игры с подзаголовком "Full Body". Полноценный анонс состоялся 22 декабря 2017 года. В Японии игра вышла 14 февраля 2019 года. В остальных странах переиздание появилось 3 сентября 2019 года.